# Dishoek
Dishoek (51° 28′ N, 3° 31′ L) é uma cidade dos Países Baixos, na província de Zelândia. Dishoek pertence ao município de Veere, e está situada a 4 km, a oeste de Vlissingen.
Em 2001, a cidade de Dishoek tinha 181 habitantes. A área urbana da cidade é de 0.15 km², e tem 83 residências. 
A área de Dishoek, que também inclui as partes periféricas da cidade, bem como a zona rural circundante, tem uma população estimada em 200 habitantes.